# Jardín de los Campos Elíseos (Barcelona)

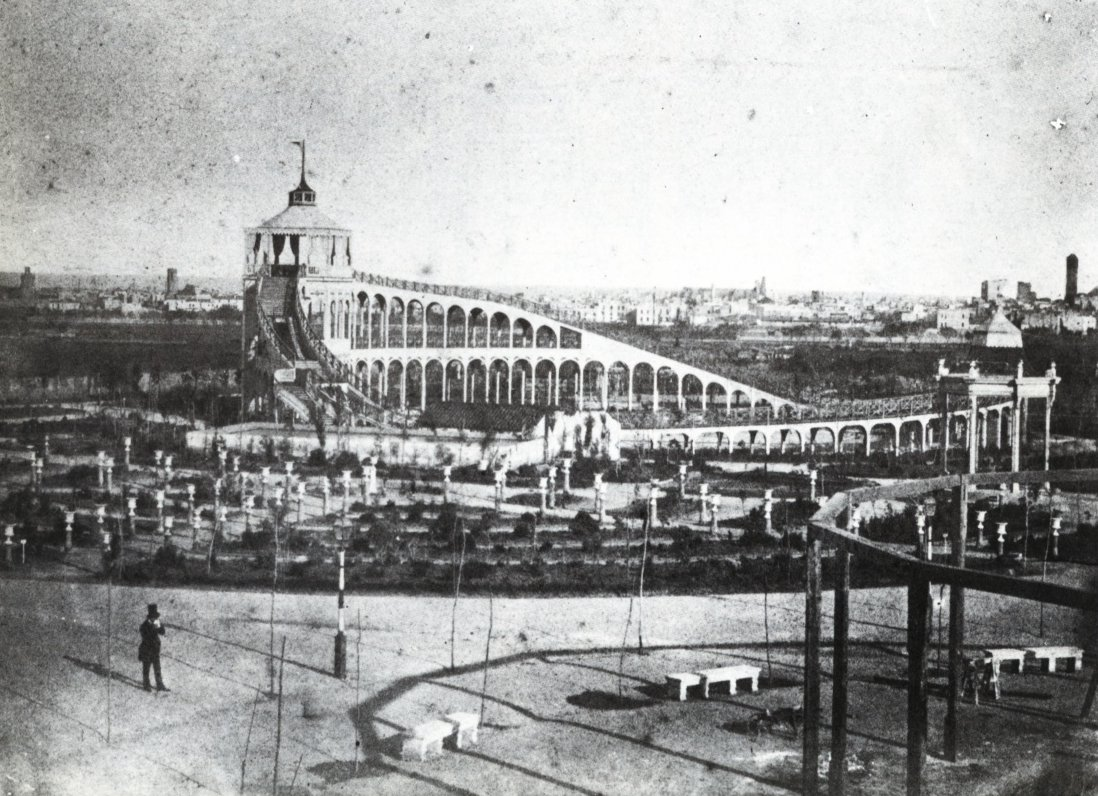
Jardín de los Campos Elíseos en 1854, con la montaña rusa al fondo (foto de F. Gobinet de Villecholes).

El jardín de los Campos Elíseos (en catalán: jardí dels Camps Elisis) fue un recinto ajardinado y parque de atracciones situado en el paseo de Gracia de Barcelona. Inaugurado en 1853, en su época fue el principal centro de ocio de los barceloneses, donde además de las atracciones del parque se celebraban fiestas y espectáculos. Desapareció en 1875 a causa de la bajada de su éxito y el aumento de la edificación en el paseo de Gracia, que con el proyecto de Ensanche se había revalorizado y había surgido una fuerte especulación inmobiliaria. El proyecto fue obra de Josep Oriol Mestres, y pertenecía a José de Salamanca.

## Historia
El paseo de Gracia era antaño conocido como camino de Jesús, un antiguo camino rural que conducía desde Barcelona hasta la villa de Gracia. Esta fue una zona rural hasta la creación del paseo en 1821, fecha en que se creó un paseo ajardinado al estilo de los boulevards franceses, plantado con acacias, plátanos, chopos, moreras, adelfas y encinas. Hasta la edificación del paseo a partir del proyecto de Ensanche de Ildefonso Cerdá fue un lugar de recreo y esparcimiento, destinado al ocio y descanso de los ciudadanos. En las décadas centrales del siglo XIX se instalaron en la zona diversos parques y jardines, la mayoría de duración efímera, como los jardines del Criadero, situados entre la Gran Vía y la calle Diputación, surgidos en 1840, que en 1863 fueron sustituidos por el jardín de las Delicias, el cual a su vez dio paso en 1870 al Teatro Español; los jardines de Tívoli, creados en 1848 entre la rambla de Cataluña y las calles Valencia y Consejo de Ciento, en cuyo solar se construyó el Teatro Tívoli; los jardines de Euterpe, entre las calles Valencia y Mallorca, inaugurados en 1857 y desaparecidos en 1862; el jardín de la Ninfa, situado entre los de Tívoli y Euterpe, creado en 1854 y desaparecido en 1862 —en su lugar se encuentra el Cine Publi—; y los jardines del Prado Catalán, situados en el tramo comprendido entre la Gran Vía y las calles Caspe y Pau Claris, creados en 1863, que perduraron hasta 1877.

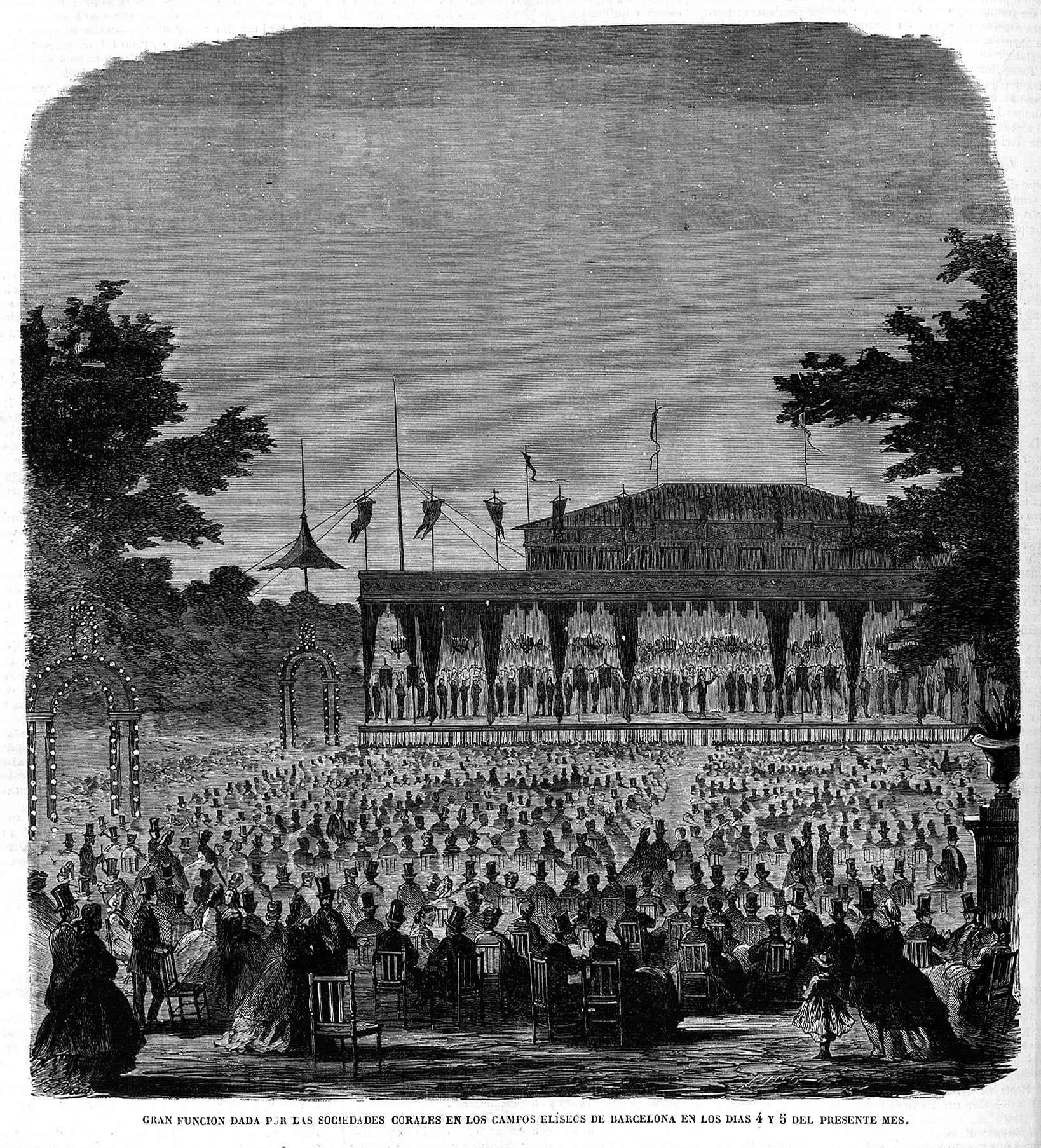
Gran función dada por las sociedades corales en los Campos Elíseos de Barcelona (El Museo Universal, junio de 1864)

De todos ellos, el más grande y el que tuvo más éxito fue el jardín de los Campos Elíseos, creado en 1853 y desaparecido en 1875, propiedad de José de Salamanca, I marqués de Salamanca, un aristócrata, estadista y hombre de negocios. Estaba situado entre el paseo de Gracia y las calles Aragón, Rosellón y Roger de Lauria, y tenía una superficie de 8 ha —el equivalente a 8 manzanas del Ensanche— y 350 m de paseo. Inaugurado el 10 de abril de 1853, el autor del proyecto fue el arquitecto Josep Oriol Mestres, ayudado por el decorador Fèlix Cagé.
Concebido como un parque de atracciones, fue el primero en cobrar entrada. Contaba con un lago con barcas, un laberinto, un teatro, un restaurante, un circo, una pista hípica, billares, un carrusel, atracciones de tiro con pistola y ballesta, y unas montañas rusas, así como las llamadas Cabañas Suizas, que tenían juguetería, lechería y confitería. El teatro, llamado igualmente de los Campos Elíseos, funcionó de 1860 a 1876, y fue sustituido por el Teatro Lírico-Sala Beethoven.
La decoración del recinto era de estética francesa, y destacaba por una iluminación «a la veneciana», formada por luces que colgaban de los árboles y por unos globos luminosos de gas que esparcían luz por el resto de espacios del parque. Por ello tuvieron mucho éxito las fiestas nocturnas, que incluían música, baile, teatro y espectáculos pirotécnicos.
El período de máximo esplendor del parque fue entre 1858 y 1868, década en que se efectuaron grandes espectáculos teatrales, que podían acoger unos 1000 espectadores. Se representaban especialmente operetas cómicas, comedias bufas, zarzuelas y vodeviles, así como números de magia. Entre los diversos estrenos destacaron: Tannhäuser, de Richard Wagner (1862); Pipete o il portinajo di Panigi, de Serafin de Ferrari (1864); Il Caid, de Ambrosi Thomàs (1865); y Ernani, de Giuseppe Verdi (1867). También solían efectuarse representaciones de cantos corales de José Anselmo Clavé.
Otro de los espectáculos que solía tener más éxito eran los fuegos artificiales, especialmente los diseñados por el escenógrafo Fèlix Cagé, de los que el más recordado fue una reproducción de la erupción del Vesubio en 1862, que incluía un cráter con torrentes de lava y columnas de humo, acompañados de fuegos aéreos y fuertes detonaciones. También había exhibiciones aerostáticas, como las efectuadas en 1855 por la compañía francesa Buislay. Igualmente, solían celebrarse ferias y exposiciones, como las agrícolas organizadas por el Instituto Agrícola Catalán de San Isidro en 1872 y 1873.
Por lo que respecta al teatro, este lugar fue uno de los principales centros de consagración de obras y actores catalanes. Entre los diversos estrenos destacaron: Els de fora y els de dins, de Francesc Soler Vidal; y A boca tancada, de Eduardo Vidal Valenciano.
Cabe destacar que el parque fue visitado por la reina Isabel II en septiembre de 1870.
Hoy en día no queda nada del parque, y su recuerdo perdura tan solo en el nombre de una calle, el pasaje de los Campos Elíseos, que transcurre en sentido mar-montaña en el interior de la manzana entre las calles Valencia, Mallorca, Pau Claris y paseo de Gracia.